# Jaderná teplárna Gorky
Jaderná teplárna Gorky (rusky Горьковская АСТ) je nedokončená jaderná výtopna v Rusku. Nachází se poblíž města Nižnij Novgorod v Nižněnovgorodské oblasti. Teplárna Gorky měla být vybaven dvěma varnými reaktory AST-500, které měly sloužit k vytápění části města Nižnij Novgorod a poskytovat tak až 25% jeho vytápěcích kapacit.

## Historie a technické informace

### Počátky
V roce 1976 Teploelektroprojekt (nyní Atomenergoproekt) doložil ekonomickou efektivitu využití jaderných reaktorů pro zásobování velkých měst teplem. Zpočátku byly vybrány lokality Gorky a Voroněž, ale celkem bylo plánováno využití jaderné energie pro vytápění ve 30-35 velkých městech SSSR. Pro umístění jaderné teplárny poblíž města Gorky byly uvedeny následující argumenty; přítomnost OKBM, která navrhuje reaktory, a polytechnického institutu, který školí personál pro jaderný průmysl, a také velké řeky, která by usnadnila přepravu zařízení. V roce 1979 bylo vydáno usnesení Rady ministrů o výstavbě dvou hlavních tepláren ve Voroněži a Gorkém.

### Výstavba
Výstavba jaderného zařízení Gorky započala 1. ledna 1982. Zařízení mělo být vybaveno dvěma reaktory typu AST-500, ale zpočátku se začal stavět pouze jeden reaktor. Samotná stanice byla navržena společností Teploelektroprojekt. Pro síť dálkového vytápění měl být vybudován i zásobník tepla o objemu 20 000 m3 pro kompenzaci kolísavé spotřeby tepla v průběhu dne. To mělo zajistit, že teplá voda bude vždy dodávána bez jakýchkoli tepelných ztrát. Bylo také spočítáno, kolik tun fosilního paliva může jaderná teplárna ušetřit. Počítalo se kolem 360 tun za den. Další studie ukázaly, že jaderná teplárna je pro město Nižnij Novgorod nejlevnější možností výroby tepelné energie pro síť dálkového vytápění. Bylo plánováno, že zařízení bude zásobovat teplem i Ščerbinky a Horní Pečory.
Do konce 80. let byla stanice hotová z 85 %. V roce 1989 provedla MAAE mezinárodní zkoušku, která potvrdila bezpečnost projektu.

### Zrušení projektu
Kvůli havárii v Černobylu a aktivistickým hnutím byly práce na začátku 90. let zastaveny. Výstavba teplárny byla formálně zastavena až po referendu ve Voroněži 10. prosince 1993. S tím byla zastavena obdobné stanice ve Voroněži. V roce 1991 se stanice stala majetkem města Nižnij Novgorod. Prostory zařízení byly pronajaty soukromým podnikům včetně lihovaru.
V 90. letech a poté v roce 2006 se sice objevily návrhy na obnovení výstavby, avšak ty nikdy nebyly realizovány a od roku 2020 se stanice rozebírá pod kontrolou soukromého vlastníka.
Celkově se počítalo až s 35 takovými teplárnami, které mohly poskytovat teplo pro velká města v Sovětském svazu. Kromě toho se uvažovalo postavit podobné reaktory i v Československu, do roku 1995 v Ostravě a po roce 2000 v Bratislavě. Žádné z těchto projektů nebyly nikdy zahájeny a po roce 1989 a poté rozpadu SSSR opuštěny.

## Informace o reaktorech
| Reaktor | Typ reaktoru | Výkon      | Výkon | Začátek stavby | Připojení k síti                         | Uvedení do provozu                       | Uzavření |
| Reaktor | Typ reaktoru | Čistý      | Hrubý | Začátek stavby | Připojení k síti                         | Uvedení do provozu                       | Uzavření |
| ------- | ------------ | ---------- | ----- | -------------- | ---------------------------------------- | ---------------------------------------- | -------- |
| Gorky-1 | AST-500      | 430 Gcal/h |       | 1. 1. 1982     | Výstavba byla zastavena 1. prosince 1993 | Výstavba byla zastavena 1. prosince 1993 |          |
| Gorky-2 | AST-500      | 430 Gcal/h |       | 1. 1. 1983     | Výstavba byla zastavena 1. prosince 1993 | Výstavba byla zastavena 1. prosince 1993 |          |